# Psychoda thrinax
Psychoda thrinax är en tvåvingeart som beskrevs av Quate 1955. Psychoda thrinax ingår i släktet Psychoda och familjen fjärilsmyggor. Inga underarter finns listade i Catalogue of Life.